# Asbjørn Ruud
Asbjørn Ruud (Kongsberg, 6 ottobre 1919 – Oslo, 26 marzo 1989) è stato un saltatore con gli sci norvegese, campione mondiale nel 1938.
Fu fratello di Sigmund e Birger, a loro volta sciatori di alto livello.

## Biografia
Asbjørn Ruud fu il minore dei tre figli di Niels Sigurd Theodor Ruud e Mathilde Throndsen, tutti e tre vinsero il titolo mondiale nel salto con gli sci (Sigmund nel 1929, mentre Birger Ruud dominò la specialità per tutti gli anni 1930).
Il 27 febbraio 1938 vinse la gara di salto ai Mondiali di Lahti davanti al polacco Stanisław Marusarz e al norvegese Hilmar Myhra.
La Seconda guerra mondiale interruppe l'attività agonistica. Alla ripresa, nel 1946, vinse i Campionati nazionali norvegesi e la gara di Holmenkollen; nel 1948 fu di nuovo campione nazionale e partecipò alla gara di salto dei V Giochi olimpici invernali di Sankt Moritz 1948, dove fu settimo.

## Palmarès

### Mondiali
- 1 medaglia:
  - 1 oro (trampolino normale a Lahti 1938)

### Campionati norvegesi
- 2 ori (nel 1946; nel 1948)

## Riconoscimenti
Nel 1948 venne premiato con la Medaglia Holmenkollen, il più alto riconoscimento norvegese per uno sciatore.